# شيلا وايت
شيلا وايت (بالإنجليزية: Sheila White)‏ هي ممثلة بريطانية، ولدت في 18 أكتوبر 1950 بلندن في المملكة المتحدة، وتوفيت في 7 سبتمبر 2018 بسبب قصور القلب.

## وصلات خارجية
- شيلا وايت على موقع IMDb (الإنجليزية)
- شيلا وايت على موقع روتن توميتوز (الإنجليزية)
- شيلا وايت على موقع قاعدة بيانات الفيلم (الإنجليزية)